# حاجي أباد (أسفيتش)
حاجي أباد (بالفارسية: حاجی‌آباد) هي قرية تقع في إيران في قسم أسفیتش الريفي. يقدر عدد سكانها بـ 19 نسمة .